# Partit Nacional Camperol
El Partit Nacional Camperol (en hongarès: Nemzeti Parasztpárt, NPP) va ser un partit polític d'Hongria existent entre 1939 i 1949. Va ser dirigit per l'escriptor Péter Veres. La política principal del partit va ser la reforma agrària. Va atreure el suport dels treballadors del camp, així com dels intel·lectuals de les províncies, i va ser més popular a l'est d'Hongria. Va rebre el suport del Partit Comunista Hongarès.

## Història
El partit es va crear el 1939 però es va formalitzar com a organització el 19 de setembre de 1944. Va guanyar 42 escons a les eleccions de l'Assemblea Nacional Interina el 1944 i l'any següent comptava amb 170.000 membres. A les eleccions legislatives hongareses de 1945 va obtenir 23 escons, i a les eleccions legislatives de 1947 va aconseguir 36 dels 411 escons.
A les eleccions legislatives de 1949 s'hi va presentar com a part del Front Popular Independent Hongarès, guanyant 39 escons. L'adopció d'una nova constitució l'agost de 1949 va fer que el país es convertís en un sistema unipartidista, i l'NPP es va fusionar amb el Partit Hongarès dels Treballadors.
Després de la revolució hongaresa de 1956, el partit va reviure amb el nom de Partit Petőfi i va servir en el nou govern de curta durada. Durant la transició a la democràcia (1989–90), els membres de la Societat Péter Veres van refundar el partit amb el nom de Partit Popular Hongarès (MNP) l'11 de juny de 1989 i van participar en les converses de la Taula Rodona de l'Oposició. El MNP tenia moltes esperances respecte a les primeres eleccions democràtiques del 1990, però només va rebre el 0,8% dels vots. Poc abans de les eleccions legislatives de 1994, dos terços dels membres es van unir a l'Aliança Democràtica Nacional (NDSZ) liderada per Zoltán Bíró i Imre Pozsgay. El MNP-NPP es va dissoldre a finals de la dècada.

## Resultats electorals
| Any  | Assemblea Nacional                       | Assemblea Nacional                       | Assemblea Nacional | Assemblea Nacional | Govern            |
| Any  | Vots                                     | %                                        | Escons             | +/–                | Govern            |
| ---- | ---------------------------------------- | ---------------------------------------- | ------------------ | ------------------ | ----------------- |
| 1944 |                                          |                                          | 42 / 498           | Nou                | Coalició          |
| 1945 | 324,772                                  | 6.9%                                     | 23 / 409           | 19                 | Coalició          |
| 1947 | 413,409                                  | 8.28%                                    | 36 / 411           | 13                 | Coalició          |
| 1949 | Dins la coalició Front Popular Patriòtic | Dins la coalició Front Popular Patriòtic | 39 / 402           | 3                  | Coalició          |
|      |                                          |                                          |                    |                    |                   |
| 1990 | 37,047                                   | 0.8%                                     | 0 / 386            |                    | Extraparlamentari |